# Osmia atriventris
Osmia atriventris is een vliesvleugelig insect uit de familie Megachilidae. De wetenschappelijke naam van de soort is voor het eerst geldig gepubliceerd in 1864 door Cresson.